# Adolf Bergman
Adolf Bergman, född 14 april 1879 i Östra Broby församling i Skåne, död 14 maj 1926  i Stockholm, var en svensk idrottare. 
År 1912 deltog Adolf Bergman, som var polis, i de Olympiska spelen i Stockholm där han tillsammans med sina lagkamrater i Stockholmspolisen i final i dragkamp vann mot det engelska laget från Londonpolisen. 
Bergman var även framgångsrik inom tidig svensk curling.[källa behövs] Han befordrades 1921 till kriminalkonstapel.
Bergman var gift och hade fem barn. Han är begravd på Skogskyrkogården i Stockholm.